# Слънчев бряг (лагер)
„Слънчев бряг“ е лагер за политически затворници край Ловеч.
След като през август 1959 г. Политбюро на ЦК на БКП взима решение да закрие лагера „Белене“ на остров Персин, със съгласието на висшето комунистическо ръководство МВР-ДС създава нов лагер – поделение 0789 на „Въдворяване и Изселване“, МВР, Ловеч. Намира се в каменната кариера край Ловеч. Лагерът е наречен Трудовата група, става известен като лагера „Слънчев бряг“ (1959 – 1962). Името му, което препраща към черноморския курорт „Слънчев бряг“, е използвано нарицателно от комунистическите власти за заплаха и предупреждение срещу онези, които са дръзнали да надигнат глава.
То е под ръководството на поделение 1248 „ВИ“ на МВР, а от лятото на 1961 г. – на поделение 10 001 на МВР.
Той е секретен и един от най-жестоките лагери в България. В лагера без съд и присъда са въдворявани хора по най-различни причини като „подривно-диверсионна дейност“, разказване на вицове срещу комунистическите управници, бивши депутати-земеделци, както и младежи, изпратени от местните управления на Народната милиция като „хулигани“ (обвинявани за това че носят тесни панталони или слушат западна музика).
През септември 1961 г. жените от лагера, около 150 на брой, са преместени в с. Скравена. Лагерът край Ловеч е закрит през април 1962 г., след като проверка на висшето комунистическо ръководство установява нарушения на закона, тежък режим и физическо насилие, но от никого не е потърсена наказателна отговорност.
Лагерът се намира при разклона за с. Хлевене вдясно по посока Троян и се състои от няколко бараки, останали от младежката бригада, която през 1947 – 1948 г. изгражда ж. п. линията Ловеч-Троян. 
Първият шеф на Трудовата група – Ловеч за кратко е полк. Иван Тричков, началник на лагера „Белене“. За началник на лагера малко след това е назначен Петър Гогов, дотогава зам.-началник на лагера „Белене“.
От 166 души в началото само след няколко месеца в лагера край Ловеч вече са въдворени около 1000 души. При докарването на нови въдворени под командването на ръководството на лагера е изпълняван специален „ритуал“ – старите лагеристи са строявани на плаца в шпалир и им е заповядвано да бият с тояги новодошлите. Който не е изпълнявал заповедта също е получавал тояга.
Писмени разпореждания за режима в лагера не са давани. Ръководството на лагера действа по устни указания на зам. министъра на вътрешните работи ген. Мирчо Спасов, отговарящ за създаването и функционирането на концлагера, който е един от най-приближените на първия секретар на БКП Тодор Живков в МВР-ДС. Началникът на лагера Петър Гогов признава през 1990 г.: „Нормативни документи нямаше. Всичко се изпълняваше по устни заповеди на Мирчо Спасов“.
За съществуването си до април 1962 г. през лагера преминават над 1500 души, а след промените военна прокуратура установява, че 151 лагеристи са намерили смъртта си в него.
Запазените архивни документи разкриват, че в лагера „Слънчев бряг“ са въдворявани оцелели от комунистическите репресии бивши депутати земеделци, търговци, адвокати, музиканти и актриси, както и обикновени селяни, отказали да влязат в ТКЗС. По-известни личности са българският джазов музикант Александър Николов с прякор Сашо Сладура, който намира смъртта си там, композиторът Димитър Чабуклийски и актрисата Надя Дункин. Бащата на известната певица Богдана Карадочева, Иван Карадочев, също е въдворен и убит в лагера, както и народният представител от БЗНС „Никола Петков“ Любен Боянов.
Лагерът е щял да функционира още дълго време, ако не е било едно бягство на лагеристи от него, които са заловени при опит да напуснат нелегално страната. В хода на разследването те свидетелстват пред разследващите органи, че са избягали от убийствата в лагера край Ловеч. Случаят е докладван от ръководителя на следствието на Държавна сигурност Димитър Капитанов по-нагоре и стига до Политбюро. Специална комисия, оглавявана от члена на Политбюро Борис Велчев, потвърждава нечовешкия режим в лагера, придружен с всекидневни побоища и случаи на убийства на лагеристи. В комисията още влизат Апостол Колчев, Никола Ангелов и Съботин Генов.
На тайно съвещание на Политбюро през април 1962 г. Тодор Живков нарежда „лагерът да се закрие без да се шуми“. Ръководството на Трудовата група е порицано с партийни наказания, а главният отговорник Мирчо Спасов е разкритикуван от Живков за престараване, но в същото време е определен от него като много верен на партията „златен човек“ и не само не е наказан освен с партийно „мъмрене“, а малко по-късно е издигнат във властта като първи заместник-министър на вътрешните работи.
От името на репресираните върху скалите на кариерата са поставени две плочи в памет на жертвите в лагерите, а на най-високата скала – кръст. В подножието на скалите под лагера, в близост до шосето Ловеч-Троян, е поставена плоча в памет на жертвите на лагерите и от Ловчанската митрополия.

## Концлагеристи
Списъкът на починалите лица в лагера включва:
1. Асен Аврамов Стоичков Тошев – София
2. Асен Георгиев Спасов Арсов „Тито“ – с.Борика, Ихтиманско
3. Алил Агов Алилов Касъмов – с.Михайлово, Врачанско
4. Алид Махмудов Мехмедов – с.Овен, Силистренско
5. Божко (Бойко) Георгиев Илиев Босилков – гр. София
6. Боян Михайлов Кръстев Гигов – с.Лева река, Трънско 
7. Боян Евтимов Лазаров – с.Бохова, Пернишко 
8. Борис Илиев Шуманов Петров – гр. Пловдив 
9. Борис Христов Бушев – гр. Сливен
10. Борис Ценов Тодоров Бабинсганев – гр. Враца
11. Васил Христов Стоев Янчев – гр. София
12. Васил Драков Василев – гр. Бургас
13. Васил Димитров Велинов Сватов – гр. Кюстендил
14. Владимир Николов Билчев Василев – гр. Русе 
15. Владей Илиянов Ахмедов Османов – с.Вокил, Силистренско 
16. Васил Донев Василев Чолаков – с.Тъжа, Сгарозагорско 
17. Васил Петров Илиев Станчев – с.Гарван, Силистренско 
18. Владимир Пейчев Иванов Станчев – гр. София 
19. Вахан Мелнанов Каспаров Хазанов – гр. Варна 
20. Владимир Йонков Станков Кръстев – гр. Бяла Слатина 
21. Владемир Димитров Котев Коцаланов 
22. Васил Маринов Тодоров Атанасов – с.Бързина, Провадийско 
23. Васил Панов Атанасов Янакиев – с.Орлов Дол, Тополовградсо 
24. Владимир Йорданов Георгиев Митев – с. Иванче 
25. Георги Петров Павлов Димитранов – гр. София 
26. Григор Симеонов Павлов Колев – с.Козловец, Свищовско 
27. Георги Стефанов Тодоров Крушанов – гр. Пирдоп 
28. Георги Николов Вутов Кадийски – с.Видраре, Софийско 
29. Димитър Русев Тенев Йорданов – гр. Сливен 
30. Георги Драганов Драганов Кърджиев – гр. Бургас 
31. Георги Илиев Чочков Илиев – гр. Пазарджик
32. Георги Темелков Стоянов Аврамов – гр. София
33. Георги Тодоров Стоянов – гр. Батак 
34. Георги Младенов Станков – с. Тутра, Видинско 
35. Данчо Найденов Дяков – с.Кътунец, Ловешко 
36. Димитър Танев Иванов Щерев – гр. Пловдив 
37. Доко Минков Димитров Георгиев – гр. Русе 
38. Димитър Георгиев Петков Калев – с. Лозен, Търновско 
39. Димитър Владимиров Димитров Боляров – гр.Полски Тръмбеш 
40. Димитър Христов Тодоров Чабуклийски – гр. Враца 
41. Димитър Стоянов Попов Воденичаров – гр. Димитровград 
42. Дауд Трайков Адмов Алиев /Дауд Триков Аджов/ – гр.Криводол
43. Добри Василев Георгиев Добрев – гр. Варна 
44. Драгомир Аврамов Драганов Коджейков – София 
45. Димитър Евтимов Пенков Неделков – с.Върбовска, Търновско 
46. Емилиян Парушев Стойчев (Стоев) – гр. Варна 
47. Енчо Иванов Григоров Костов – гр. София
48. Димитър Драганов Илиев – с.Ракево, Врачанско
49. Цвятко Петров Лалов – гр. Пловдив 
50. Желю Иванов Желев Бъчваров – гр. Сливен
51. Желязко Василев Стоев Бъчваров – с. Топалово
52. Златко Петров Георгиев Златков (Златко Петров Златков Георгиев) – с.Вършец
53. Захари Динев Зачев Минчев – с.Кортен, Сливенско
54. Иван Атанасов  Бързаков – с. Кара Бунар, Пазарджишко
55. Йордан Стоичков Велев Дренков – с.Червен, Асеновградско
56. Иван Минков Карадочев – гр. Троян
57. Иван Маринов Митроев – с.Подем, Плевенско
58. Иван Георгиев Стефанов Попев – гр. Бургас
59. Ибо Даудов Алиев Исмаилов – гр. Кнежа
60. Иван Рюстенов Юсеинов (Иван Рюстенов Юсеинов) – гр. София
61. Илия Цветков Иванов Цветков – с.Старопатица, Видинско
62. Ибрям Юсеинов Юсеинов – с.Сандрово, Русенско
63. Илия Курчев Тодоров Стоянов – с. Трънковица, Провадийско
64. Иван Стоянов Пампоров – с. Драганово, Пловдивско
65. Йордан (Данайл) Георгиев Джалков Карлапанов – гр. Плевен
66. Йордан Недев Христов Узунов – гр. Варна
67. Йордан Димитров Русев Карачоров – гр. Айтос
68. Йордан Генов Михайлов Драганов – с.Стрелец, Г.Оряховско
69. Иван Енчев Григоров Костов – гр. София
70. Иван Георгиев Тотев Камбуров – с.Деветак, Бургаско
71. Кирил Маринов Маринов Петков – гр. София
72. Костадин Ценов Луканов Туджаров – гр. София
73. Кръстан Младенов Донков Китов – гр. София
74. Кирил Илиев Гочев Цветков – гр.Кричим
75. Костадин Стоянов Иванов Алабаджанов – с.Флорентин, Видинско
76. Коста Тошков Пипиков Бебев – с. Новачене
77. Костадин Михайлов Чангъров – с.Горни Пасарел, Софийско
78. Любен Ненов Лавтеров – с. Чарняавци, Габровско
79. Любен Боянов Боянов – с.Црънча, Пазарджишко
80. Любен Илиев Дончев Конакчиев – с.Златарица, Търновско
81. Лукан Иванов Братанчев (Братайчев) – гр. Кнежа
82. Любен Димитров Паунов Христов – гр. София
83. Мехмед Исмаилов Агов Яшаров (Арифов) – гр. София
84. Михаил Петров Стоянов Димитров – гр. Пловдив
85. Милка Манолова Малиновска – гр. София
86. Михаил Стойнов Михов Стойнов – гр. Хасково
87. Марко Раиков Марков Райков – с. Съдиево, Старозагорско
88. Милко Стефанов Карамфилов Захариев – Коларовград
89. Методи Тодоров Пасков Николов – с.Харлец, Врачанско
90. Михаил Атанасов Стефанов Гюров – гр. Петрич
91. Милко Димитров Михов Димов – гр. Плевен
92. Никола Георгиев Фотев Атанасов – гр. Ямбол
93. Никола Маринов Николов Чинтов – с.Голямо Враново, Русенско
94. Нури Асанов Алиев – гр. Силистра
95. Никола Радов (Радев) Мачев – гр. Панагюрище
96. Найден Ценов Борисов Каменов – гр. Лом
97. Петър Русчев Иванов Русчев – гр. Сливен
98. Паско Ангелов Спартов – с.Покрайна, Видинско
99. Радко Христов Чобанов Рачев – гр. София
100. Рахамин Авран Моше Ароете – гр. София
101. Рамадан Юсеинов Кадиров – гр. Кърджали
102. Руси Георгиев Гарбатов – с.Пиргово, Русенско
103. Ради Петров Христов Дечев – гр. Сливен
104. Райф Алиев Кьормахмедов – гр. Русе
105. Стефан Тодоров Русев Тодоров – гр. Варна
106. Стоян Киров Керяков Каразов – гр. Бургас
107. Славчо Михайлов Славчев Тодоров – гр. Бургас
108. Светослав Петков Петров Гаврилов – гр. Габрово
109. Сали Салиев Караалиев – с.Ветринци, Търновско
110. Стефан Атанасов Стефанов (Салиман Ахмедов Салиев) – гр. София
111. Спас Йорданов Величков Йовчев – гр. Шумен
112. Стойчо Кръстев Вълков Бочев – с.Слатина, Ловешко
113. Сабри Юсеинов Юсеинов Мустафов – гр. Пловдив
114. Тинко Панайотов Костов Панайотов – гр. Шумен
115. Тодор Николов Гинов Георгиев – Берковица
116. Тодор Александров Петров Сулчев – с.Сребрново, Пазарджишко
117. Тодор Петров Начев – с.Жеглица, Видинско
118. Тодор Цветков Тодоров Алексиев – гр. София 
119. Христо Ангелов Димитров Ангелов – гр. Варна
120. Христо Паунов Вълчев – гр. Елин Пелин
121. Хачик Агоб Пиринян – гр. Хасково
122. Димитър Миланов Цветков – гр. София
123. Шефкет Юсеиннов Делиев Асанов – гр. Шумен
124. Юсеин Ахмедов Асков – с.Добромирка, Габровско
125. Генчо Недков Генчев – гр. София
126. Дина Георгиева Тицина – гр. Велинград
127. Гюлза Рашидова Амидова – гр. София
128. Иван Тодоров Дачев Хинков – гр. Плевен
129. Димитър Димитров Младенов – с. Лозен, Търновско
130. Грую Николов Ненов – гр. Казанлък
131. Лалю Димитров Генов Сираков – с. Глаженя, Ловешко
132. Илия Иванов Станев Иванов – гр. Русе
133. Анжело Костов Антонов – гр. София
134. Юсеин Илизов (Османов) – гр. Хасково
135. Иван Йорданов Цанев – с. Миная, Търновско
136. Владимир Атанасов Лютов – гр. София
137. Бойко Георгиев Илиев Босилков – гр. София
138. Стойчо Димитров Петков – с.Скобелево, Хасковско
139. Александър Георгиев Николов – гр. София
140. Тодор Божинов Колев Стоянов – гр. Тявна
141. Найден Венков Атанасов Вълчев – с.Негован, Софийско
142. Митю Василев Савов Стойков – гр. Видин
143. Крум Тодоров Иванов Бъчваров – Пловдив
144. Милю Димитров Василев – с.Червен бряг, Търновско
145. Иван Тодоров Калчев – гр. Провадия

Труповете на жертвите не са връщани на близките, а със секретни указания е нареждано да бъдат извозвани до „Белене“, където специално определен за целта затворник от затвора, функциониращ на мястото на бившия лагер, е заравял тленните останки на един от пустеещите острови до големия остров „Персин“.